# ناثانيل إس. بينتون
ناثانيل إس. بينتون (بالإنجليزية: Nathaniel S. Benton)‏ هو قاضي صلح ‏ وقاضي ومحامي وسياسي أمريكي، ولد في 19 فبراير 1792، وتوفي في 29 يونيو 1869. حزبياً، نشط في الحزب الجمهوري والحزب الديمقراطي. وقد انتخب عضو مجلس ولاية نيويورك.